# Planeta extragaláctico
Planeta extragalático ou exoplaneta extragalático é um exoplaneta que se localiza fora da Via Láctea. A detecção destes objetos utiliza lentes gravitacionais.